# Sonny Clark Trio (1960)
Sonny Clark Trio è un album del pianista statunitense Sonny Clark, pubblicato dalla Time Records nel 1960.
Il disco, da non confondersi con l'omonimo album del 1957 con diversa formazione, fu registrato il 23 marzo del 1960 ai Capitol Studios a New York. Fu pubblicato anche con il titolo di Blues Mambo (stessi musicisti e stessi brani anche se collocati in sequenza diversa).

## Tracce
Lato A
1. Minor Meeting – 3:47 (Sonny Clark)
2. Nica – 6:15 (Sonny Clark)
3. Sonny's Crib – 6:18 (Sonny Clark)
4. Blues Mambo – 5:01 (Sonny Clark)

Lato B
1. Blues Blue – 4:24 (Sonny Clark)
2. Junka – 6:10 (Sonny Clark)
3. My Conception – 4:30 (Sonny Clark)
4. Sonia – 5:12 (Sonny Clark)

## Musicisti
Sonny Clark Trio
- Sonny Clark - pianoforte
- George Duvivier - contrabbasso (tranne in My Conception)
- Max Roach - batteria (tranne in My Conception)